# Pedro Bispo Moreira Júnior
Pedro Bispo Moreira Júnior (* 29. Januar 1987 in Santana do Araguaia), auch als Pedro Júnior bekannt, ist ein brasilianischer Fußballspieler.

## Karriere
Pedro Júnior erlernte das Fußballspielen in der Jugendmannschaft von Vila Nova FC in Goiânia. Hier unterschrieb er 2005 auch seinen ersten Profivertrag. Im gleichen Jahr wurde er an Grêmio Porto Alegre ausgeliehen. Über die brasilianischen Stationen Cruzeiro Belo Horizonte und AD São Caetano wechselte er Mitte 2007 nach Japan. Hier unterschrieb er einen Vertrag bei Ōmiya Ardija in Ōmiya-ku. Der Verein spielte in der höchsten Liga des Landes, der J1 League. Anfang 2009 wechselte er für acht Monate zu Albirex Niigata nach Niigata. In den folgenden Jahren spielte er für die japanischen Clubs Gamba Osaka und FC Tokyo. 2012 ging er wieder in seine Heimat, wo er für die Vereine AD São Caetano und Vila Nova FC spielte. 2013 zog es ihn wieder nach Asien. Hier unterschrieb er einen Vertrag bei Jeju United in Südkorea. Der Club aus Jeju-si spielte in der ersten Liga, der K League 1. Nach einem Jahr ging er wieder nach Japan. Hier nahm in Vissel Kōbe unter Vertrag. Der Club aus Kōbe spielte in der ersten Liga, der J1 League. 2017 unterzeichnete er einen Vertrag beim Ligakonkurrenten Kashima Antlers in Kashima. Mitte 2018 wechselte er nach China, wo er sich dem Zweitligisten Wuhan Zall aus Wuhan auf Leihbasis  anschloss. Mit dem Club wurde er 2018 Meister der China League One und stieg somit in die erste Liga, der Chinese Super League auf. 2019 ging er wieder in seine Heimat, wo er von Fortaleza EC, einem Verein, der in Ceará beheimatet ist, unter Vertrag genommen wurde. Nach sechs Wochen wechselte er wieder nach Asien, wo er einen Vertrag beim thailändischen Erstligisten Buriram United in Buriram unterschrieb. Nach 15 Spielen in der Thai League wechselte er nach der Hinserie in die Vereinigten Arabischen Emirate. Hier nahm ihn der in der UAE First Division League, der zweiten Liga des Landes, spielende Khor Fakkan Club unter Vertrag. 2020 ging er wieder nach Thailand. Hier unterschrieb er einen Vertrag beim Erstligisten Samut Prakan City FC in Samut Prakan. Anfang 2020 entschied er sich, nach Ausbruch des COVID-19-Virus, den Vertrag aufzulösen und zu seiner Familie nach Brasilien zurückzukehren. Für Samut absolvierte er drei Spiele in der Thai League. Ende August unterschrieb er einen Vertrag beim brasilianischen CS Alagoano. Mit dem Verein aus Maceió spielte er in der zweiten Liga, der Série B. Dann folgte die Rückkehr zum Vila Nova FC und seit Anfang 2022 steht er bei AA Ponte Preta unter Vertrag.

## Erfolge
Vila Nova FC
- Staatsmeisterschaft von Goiás: 2005

Grêmio Porto Alegre
- Staatsmeisterschaft von Rio Grande do Sul: 2006

Sport Recife
- Staatsmeisterschaft von Pernambuco: 2010

FC Tokyo
- Kaiserpokal: 2011

- J2 League: 2011

Kashima Antlers
- Japanischer Supercup: 2017

- Kaiserpokal: 2016

- J1 League

2. Platz: 2017
Wuhan Zall
- China League One

Meister: 2018